# 拉里·希尔弗斯坦
拉里·希尔弗斯坦（Larry Silverstein，1931年5月30日—），美国商人，于在布鲁克林出生。
拉里·希尔弗斯坦与父亲一起创立了兆华斯坦地产公司。1977年，拉里·希尔弗斯坦与他的生意伙伴Bernard Mendik一拍两散，并在70年代末期买了一些曼哈顿中城和下城的大型写字楼。1980年，拉里·希尔弗斯坦得到了紐新港務局的允许，建造位于世界贸易中心遗址以北的世界贸易中心七号大楼。拉里·希尔弗斯坦有意经营世贸中心大楼。港务局于2001年7月24日与他签订了租约。
在911事件发生后不久的2011年，拉里·希尔弗斯坦宣布他打算重建世贸中心，但当时他和他的保险公司卷入了一个持续多年的纠纷——袭击是否满足了保险条款的条件。如果满足，拉里·希尔弗斯坦可以获得35.5亿元。2007年双方和解，保险公司同意支付45.5亿美元。拉里·希尔弗斯坦在进行重建工作也与其他方面发生了很多纠纷，这包括了与港务局的纠纷。2006年4月，拉里·希尔弗斯坦与他们达成协议。根据协议，拉里·希尔弗斯坦有权建造三个办公大楼（格林威治街150号，格林威治街175号和格林威治街200号），纽新港务局则持有世貿新一號樓，它可租赁给私人开发商并重新设计。

## 早期生活及所受的教育
拉里·西尔弗斯坦于1931年出生在布鲁克林区的一个犹太家庭。1952年他毕业于纽约大学，在那里他遇到了他未来的妻子——Klara。他们于1956年结婚，并育有三个孩子——Lisa、Roger和Sharon。妻子Klara后来成为了一名小学教师。

## 职业生涯
在与Bernard Mendik散伙后，双方在不同房地产公司工作。截至1978年，西尔弗斯坦拥有了第五大道上的五楼，

#### 重建

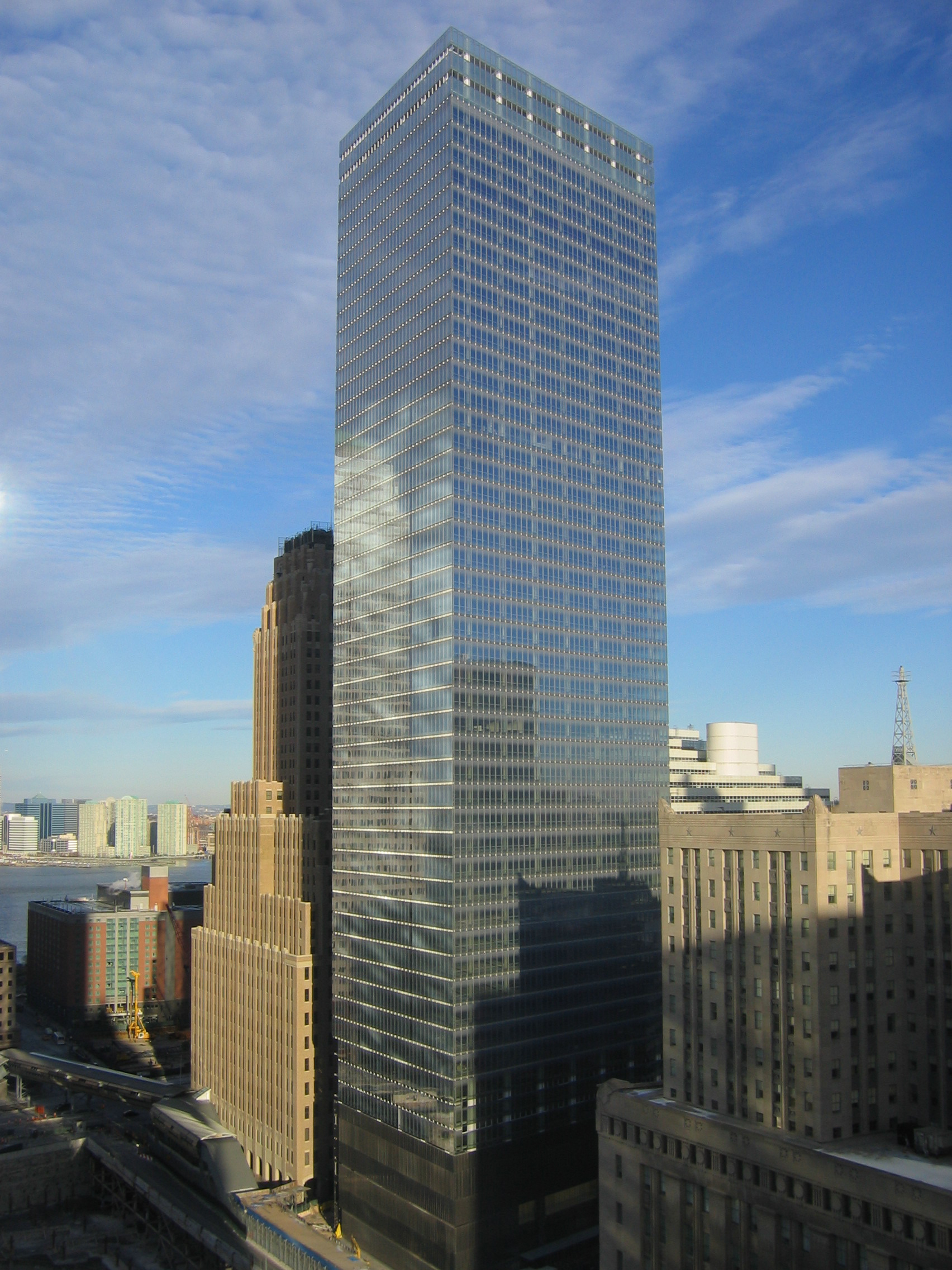
世界贸易中心七号大楼